# Some Sexy Songs 4 U
Some Sexy Songs 4 U è un album in studio collaborativo del cantautore canadese PartyNextDoor e del rapper canadese Drake, pubblicato il 14 febbraio 2025 dalla OVO, Santa Anna e Republic.

## Tracce
1. CN Tower – 4:01
2. Moth Balls – 3:32
3. Something About You – 3:38
4. Crying in Chanel – 3:19
5. Spider-Man Superman – 3:23
6. Deeper – 2:52
7. Small Town Fame – 2:28
8. Pimmie's Dilemma – 1:58
9. Brian Steele – 1:51
10. Gimme a Hug – 3:13
11. Raining in Houston – 4:04
12. Lasers – 3:18
13. Meet Your Padre – 4:31
14. Nokia – 4:01
15. Die Trying – 3:15
16. Somebody Loves Me – 3:02
17. Celibacy – 3:55
18. OMW – 3:53
19. Glorious – 3:25
20. When He's Gone – 3:29
21. Greedy – 6:26